# Phryxe probata
Phryxe probata là một loài ruồi trong họ Tachinidae.